# 卡羅利妮·路易絲 (黑森-達姆施塔特)
黑森-達姆施塔特的卡羅利妮·路易絲（德語：Karoline Luise von Hessen-Darmstadt，1723年7月11日—1783年4月8日），巴登藩侯夫人，黑森-達姆施塔特伯爵路德維希八世的女兒。

## 家庭
1751年，卡羅利妮·路易絲與巴登-杜拉赫藩侯卡爾·腓特烈結婚，兩人共有三個兒子：
1. 卡爾·路德維希（1755年—1801年）
2. 腓特烈（1756年—1817年）
3. 路德維希（1763年—1830年）